# Frédéric-Rodolphe Saltzmann
 (mars 2020).
Frédéric-Rodolphe Saltzmann (8 mars 1749 - 7 octobre 1821) né en Alsace, à Sainte-Marie-aux-Mines est un écrivain, homme politique et franc-maçon français.

## Biographie
Fils de pasteur luthérien, il effectue des études de droit, d’histoire et de théologie à Strasbourg et à Zurich. Il  est nommé conseiller de légation par le duc de Saxe-Meiningen. Il restera presque toute sa vie un grand voyageur.

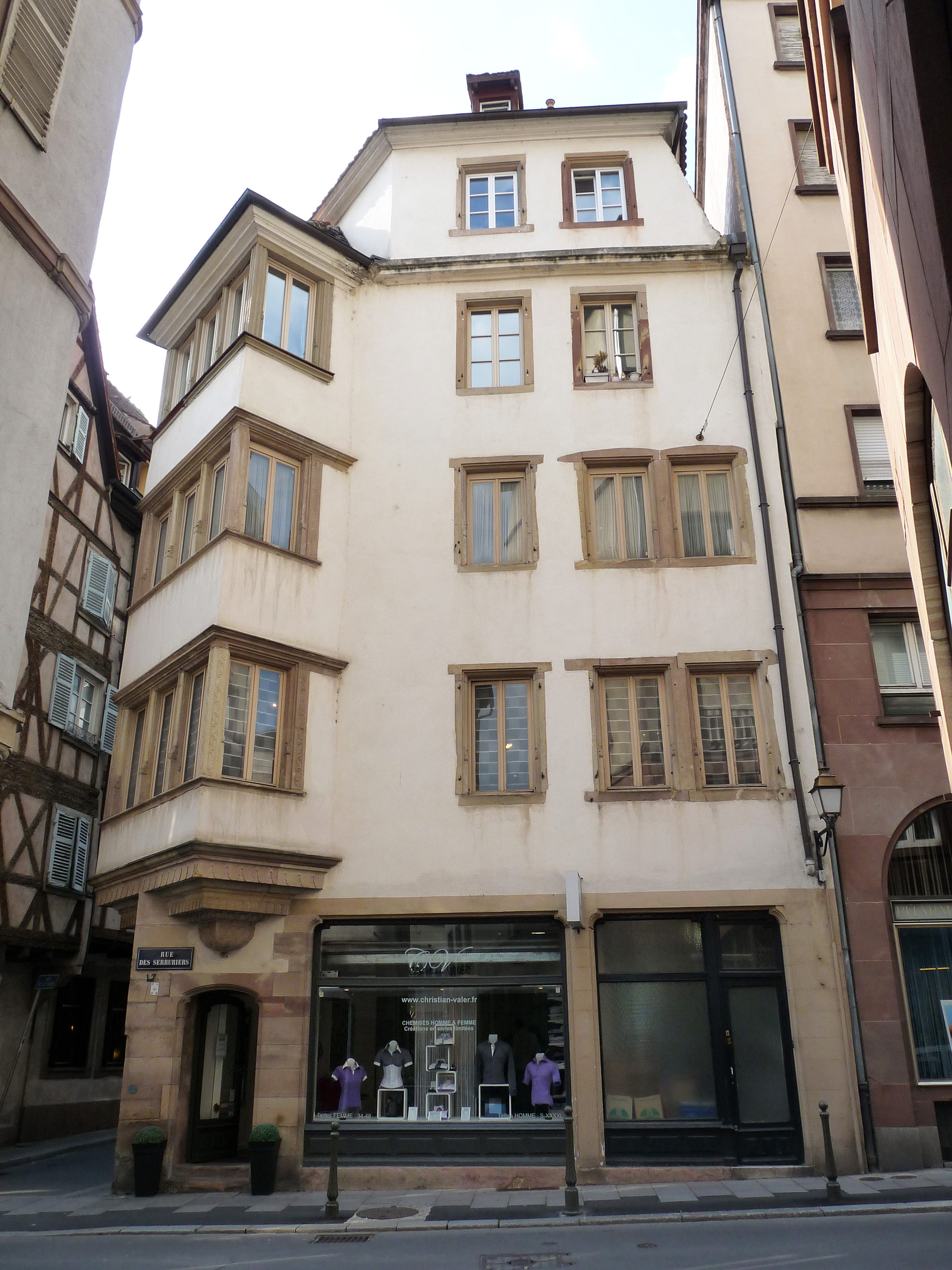
Le no 17 de la rue des Serruriers, siège de sa librairie à la Révolution.

Il est le fondateur d’une librairie et de différents journaux (en particulier d’une gazette bilingue franco-allemande). Il est également à l’origine de diverses œuvres humanitaires : écoles, hôpitaux et asiles.
Écrivain reconnu (mais aux ouvrages difficiles à trouver de nos jours), il s’engage en politique : il est élu aux États Généraux de la République et exerce la fonction d’officier municipal de Strasbourg. Franc-maçon spiritualiste et mystique, il est proche de Jean et Bernard-Frédéric de Turckheim, également de Jean-Frédéric Oberlin et est un fidèle disciple et ami de Jean-Baptiste Willermoz, ainsi qu’un proche de Louis-Claude de Saint-Martin.
Il contribue à l’organisation de la structure maçonnique des Chevaliers bienfaisants de la Cité Sainte, prend une part active à la réunion maçonnique du Convent de Wilhelmsbad (1782) et contribue à la création du Rite écossais rectifié dont Willermoz est le maître d’œuvre principal.
Très influencé par Jacob Boehme et par la mystique rhénane, il est l’un des initiateurs à l’origine des rapprochements et influences entre une certaine franc-maçonnerie allemande (la Stricte Observance) et une certaine franc-maçonnerie française (les Élus Coëns) : il servira souvent d’intermédiaire et de porte-voix. Enfin, c’est lui qui fait découvrir Jacob Boehme à Louis-Claude de Saint-Martin, ce dernier étant le célèbre premier traducteur du silésien en France.